# Elisha Riggs
Elisha Riggs est né le 13 juin 1779 à Brookeville (Maryland) et est mort le 3 août 1853 à New York. Il a été le fondateur de la Riggs Bank.

## Biographie

### Carrière
Après ses études, Elisha Riggs a déménagé à Georgetown (Waz), où il a travaillé comme marchand.
Il a combattu dans la guerre de 1812 dans le 32e régiment de milice dans le comté d'Anne Arundel dans le Maryland. Avant cela, il s'était lui-même établi comme marchand de produits secs et a embauché George Peabody.

### Collaboration avec Peabody
En 1815, Riggs et Peabody ont conclu un partenariat sur la marchandises de produits secs. Une activité florissante et bientôt, ils se sont élargis à Baltimore en 1816.
En 1821, ils avaient des bureaux à New York et à Philadelphie. En 1822, le nom de l'entreprise a été changé pour Riggs, par Peabody & Co. avec le bureau principal à Baltimore.
En 1829, le partenariat a été dissous et Elisha Riggs a pris sa retraite à New York. Sa succession est maintenant pris par le bureau de douane des États-Unis.

### Activités bancaires
Riggs et Peabody ont poursuivi leurs activités commerciales et se sont engagés dans la finance internationale. Ils se sont essentiellement portés sur la restauration de la solvabilité du Maryland à l'étranger après la dépression de 1841-1842.
Avant de déménager à New York, Elisha a créé la banque de Corcoran et Riggs à Washington qui a été organisée par son fils George Washington Riggs et financée par Elisha.
Lorsque les États-Unis ont demandé un prêt pour financer la guerre mexico-américaine, la Riggs Bank était la seule institution à soumissionner pour la totalité du montant de 34 000 000 dollars prêté au gouvernement de 1847 à 1848. Après la retraite de William Corcoran, le fils de George Washington, Elisha Riggs et son petit-fils Elisha Francis Riggs a repris l'entreprise en Riggs & Co.

## Sources